# Perris-Downtown station (Metrolink)
La  Estacion Perris-Downtown (en inglés: Perris-Downtown station), es una estación de tren regional de la  linea 91/Perris Valley de Metrolink en Perris, California, area regional de Los Angeles en Estados Unidos. 

## Descripción
El Perris Depot original, adjunto la estación fue construida por el Ferrocarril de Atchison, Topeka y Santa Fe en 1892 en estilo "Reina Ana". La estación se desuso en 1947. La depot fue remodelado en 1974 y fue convierto en el Museo y Asociación Histórico de Perris Valley. 
La estación Metrolink se inauguró el 6 de junio de 2016 con servicio de la línea 91/Perris Valley. Cuenta con un andén de plataforma lateral. Cuenta con 907 aparcamientos. La estación es propiedad de Riverside County Transportation Commission.

## Servicio
La estación Perris-Downtown recibe el servicio de 14 trenes de la Línea 91/Perris Valley de Metrolink (7 en cada dirección) entre semana. El servicio de fin de semana consta de 4 trenes (2 en cada dirección) tanto los sábados como los domingos.

## Conexiones
- Riverside Transit Agency - ruta: 9, 19, 22, 27, 28, 30, 61 y 74

## Lugares de interés
- Southern California Railway Museum
- Downtown Perris